# Laurabossen

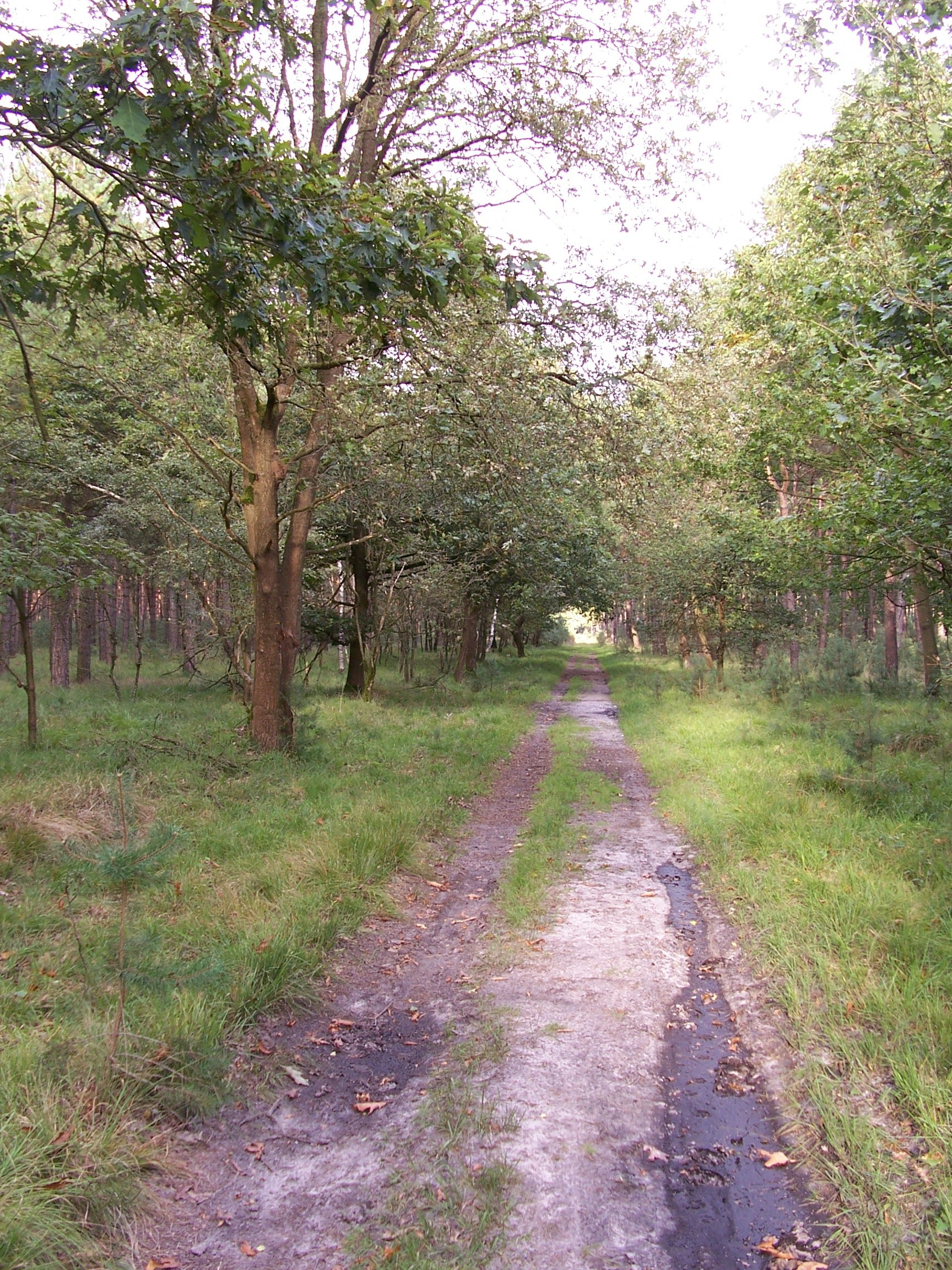
Onverhard pad in de Laurabossen

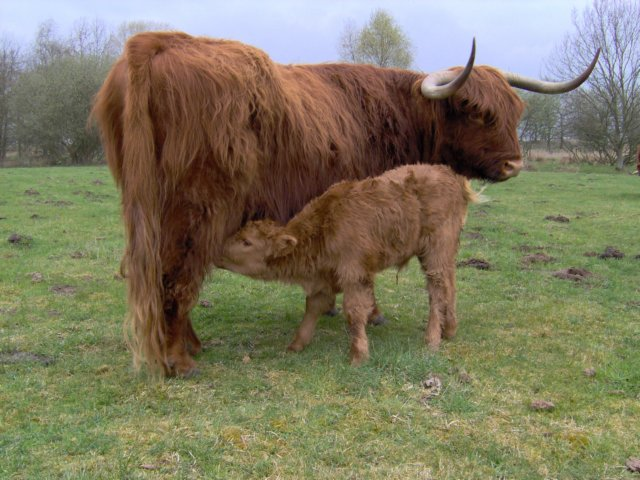
Schotse hooglanderkoe met kalf in de Laurabossen

De Laurabossen (Limburgs: Laurabosse) is een boscomplex dat zich bevindt op een zestal km ten zuidwesten van Weert, en ten zuidoosten van de Zuid-Willemsvaart, gelegen in het buitengebied van het kerkdorp Altweerterheide. Het gebied is 187 ha groot en wordt gepacht door de Vereniging Natuurmonumenten.
Oorspronkelijk lag hier een heide- en stuifzandgebied. Vanaf 1900 werd er naaldhout aangeplant ten behoeve van de productie van mijnhout. Dit werd gebruikt door de Zuid-Limburgse mijnmaatschappij Laura en Vereeniging, vandaar de naam die het boscomplex kreeg. Voor de leerlingen van de opleidingen van L&V werd er vanaf de beginjaren 60 een jaarlijks zomerkamp georganiseerd. In 1962 werden de laatste percelen met bomen ten behoeve van de mijnbouw aangeplant. Voordat deze bomen groot genoeg werden, waren de mijnen echter al gesloten. In 1967 ging het eigendom van de Laurabossen over op de gemeente Weert. Vanaf 1997 kreeg de Vereniging Natuurmonumenten het gebied in pacht.
Het gebied, waar oorspronkelijk vooral de grove den, maar ook Corsicaanse den en Douglasspar werd aangeplant, wordt sindsdien tot een meer afwisselend bos omgevormd, waarin ook het aandeel loofhout toeneemt. Vanaf 2000 wordt het gebied ook begraasd door Schotse hooglanders.
De oudste bomen bevinden zich in het zuidoostelijk deel van het bos, het verst van het kanaal verwijderd. Deze zijn geplant in 1925.
De Laurabossen maken deel uit van het Grenspark Kempen-Broek. Er is een wandeling in het gebied uitgezet. Het gebied sluit aan bij de gebieden Kettingdijk, de Kruispeel, en het Wijffelterbroek. Aan de overzijde van het kanaal ligt de Loozerheide.
Hugterheide · Weerterbos · Weerter- en Budelerbergen · IJzeren Man · Kruispeel · Laurabossen · Kettingdijk · De Krang · Tungelerwallen · Stramprooierbroek · Wijffelterbroek · Lozerheide · Sint-Maartensheide · De Luysen · Smeetshof · Grootbroek · 't Hasselterbroek · Zig en Goort · Itterdal · Tösch-Langeren